# Монте-Кремаско
Монте-Кремаско (итал. Monte Cremasco) — коммуна в Италии, располагается в регионе Ломбардия, подчиняется административному центру Кремона.
Население составляет 1921 человек, плотность населения составляет 961 чел./км². Занимает площадь 2 км². Почтовый индекс — 26010. Телефонный код — 0373.
Покровителями коммуны почитаются святые Назарий и Кельсий, празднование в последнее воскресение июля.